# Karl von Staudt
Karl von Staudt   (Rothenburg ob der Tauber, 24 de gener de 1798 - Erlangen, 1 de juny de 1867) fou un matemàtic alemany conegut pels seu treball en geometria.

## Vida i obra
La família de von Staudt pertanyia a la noblesa de la ciutat lliure de Rothenburg (no es va incorporar a Baviera fins al 1802) en la que sempre havien exercit càrrecs administratius i polítics. Malgrat que els seus pares volien que fes carrera en lleis o en el comerç, el jove von Staudt se sentia inclinat per les matemàtiques. Després de cursar els seus estudis secundaris a Ansbach va romandre en aquesta ciutat un temps prenent classes de matemàtiques.
El 1819 va ingressar a la universitat de Göttingen on va rebre classes de Gauss. El 1822 va rebre el doctorat a la universitat d'Erlangen pels treballs astronòmics que havia fet sota la direcció de Gauss.

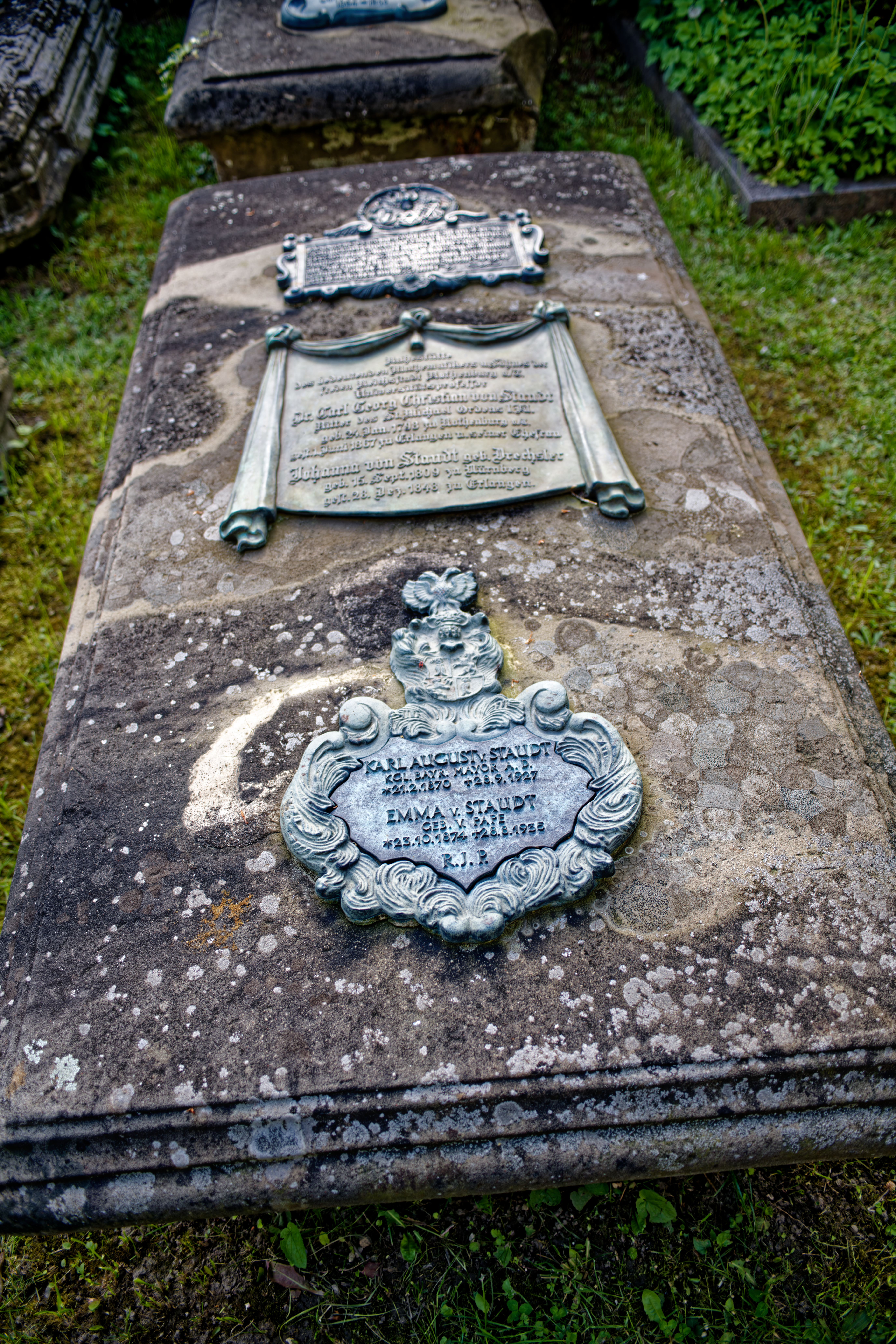
Tomba de von Satudt al cemetiri de la seva vila natal, Rothenburg.

Després de haver estat treballant com a professor de secundària a instituts de Würzburg i Nuremberg, el 1832 va ser nomenat professor de la universitat d'Erlangen, càrrec que mantingué fins a la seva mort.
Tot i que és recordat per un teorema en teoria de nombres (el teorema de von Staudt-Clausen sobre els denominadors dels nombres de Bernoulli) els seus treballs més notables van ser en geometria. De fet, se'l considera el primer matemàtic en voler separar les propietats mètriques de les figures de les seves propietats descriptives. En el seu llibre Geometrie der Lage (Geometria de posició) (Nuremberg, 1847) explica la seva teoria de forma summament estricta. Von Staudt entenia que la geometria de posició era una geometria projectiva pura, molt més fonamental que altres formes de geometria en estar lliure de qualsevol consideració mètrica o de mesura. Entre 1856 i 1860 es van publicar els tres volums de la seva ampliació: Beiträge zur Geometrie der Lage (Contribucions a la Geometria de Posició).